# Ringkogel (berg i Österrike, Niederösterreich)
Ringkogel är ett berg i Österrike.   Det ligger i distriktet Scheibbs i förbundslandet Niederösterreich, i den östra delen av landet, 120 km väster om huvudstaden Wien. Toppen på Ringkogel är 973 meter över havet.
Terrängen runt Ringkogel är kuperad åt nordväst, men åt sydost är den bergig. Runt Ringkogel är det ganska glesbefolkat, med 27 invånare per kvadratkilometer.. Närmaste större samhälle är Hollenstein an der Ybbs, 17,1 km väster om Ringkogel. 
I omgivningarna runt Ringkogel växer i huvudsak blandskog.